# Jatiya Sangsad Bhaban
La Jatiya Sangsad Bhaban (in bengalese: জাতীয় সংসদ ভবন Jatiyô Sôngsôd Bhôbôn), è il palazzo ospitante il parlamento monocamerale del Bangladesh (Jatiya Sangsad).
Esso è situato nella zona Sher-e-Bangla Nagar di Dacca (la capitale) e fu progettato mentre il paese faceva ancora parte del Pakistan orientale dall'architetto Louis Kahn, per una superficie totale di 800.000 m².